# Škoda 21Ab
Škoda 21Ab — городской низкопольный автобус, который в 1995—2001 годах производился компанией Škoda Ostrov. Машина унифицирована с троллейбусом Škoda 21Tr, который производился на том же заводе до 2004 года. В рамках чешской промышленности это была третья попытка унификации автобуса и троллейбуса, предыдущими являлись Karosa ŠM 11/Škoda T 11 в 1964—1967 годах, а также Karosa B 831/Škoda 17Tr в 1987—1990 годах.

## Конструкция

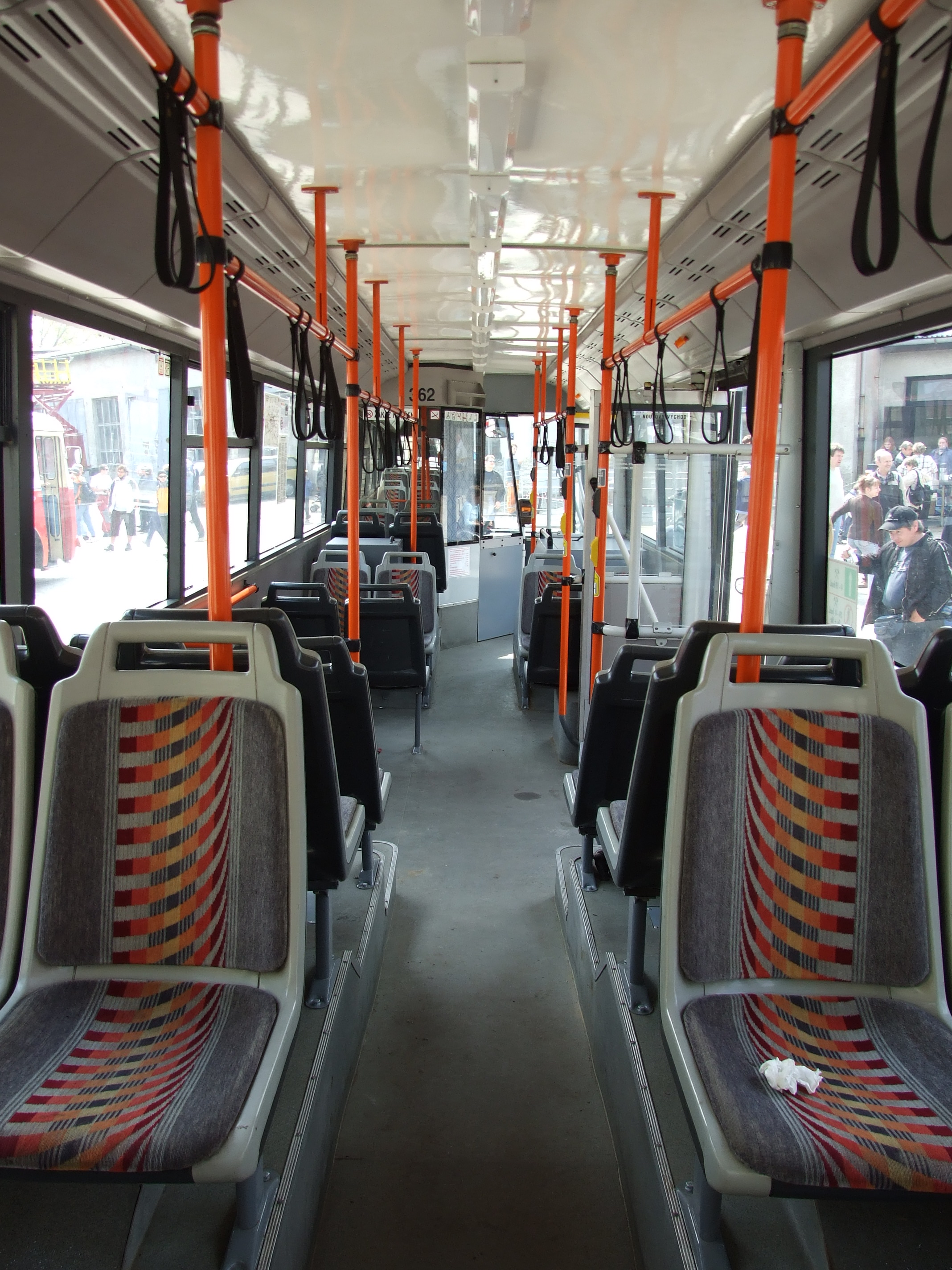
Интерьер автобуса

21Ab в рамках унификации максимально приближен к троллейбусу 21Tr. Представляет собой двухосный низкопольный автобус с несущим кузовом. Двигатель и коробка передач размещены в задней части автобуса. Каркас автобуса стальной, изготовлен из тонкостенных профилей. Высота пола в передней части составляет 360 мм, непосредственно у дверей понижена до 345 мм. В задней части высота пола составляет 560 мм, под сидениями повышена до 760 мм. Благодаря книлингу (возможность выпуска воздуха из правой части пневмоподвески) высота пола в дверях может быть снижена до 275 мм. С правой стороны находятся три двустворчатые двери, которыми пассажиры могут управлять самостоятельно (открывание дверей по требованию). Напротив средних дверей находится площадка для детской или инвалидной коляски.

## Производство и эксплуатация
Прототип (позднее проданный в Карловы Вары) автобуса 21Ab был выпущен одновременно с прототипом троллейбуса 21Tr в 1995 году. В следующем году была выпущена пробная серия из трёх экземпляров. В 1997 году было начато серийное производство, которое продолжалось до начала 2001 года. Всего было выпущено 37 автобусов данной модели. Несколько экземпляров было предназначено для тестов и демонстрации. В рамках демонстрационной кампании автобусы были на испытаниях в Праге, Пардубицах и даже в литовском Вильнюсе. Эти автобусы продавались перевозчикам и после окончания серийного выпуска (к примеру, последний автобус 21Ab был куплен компанией Dopravní podnik Mladá Boleslav в 2003 году).
В 2000 году был произведён кузов, предназначенный для работы на природном газе. Незавершённый кузов был отправлен фирме Jamot (Яблонец-над-Нисой), где автобус должен был быть доукомплектован. Должен был быть оснащён двигателем TEDOM ML637NG, его выпуск был завершён в 2002 году, поэтому недоделанный автобус был порезан в металлолом.
12 декабря 2008 года была завершена эксплуатация автобусов 21Ab в Остраве. 29 декабря 2009 года была завершена эксплуатация в Пльзени.

### В Чехии
| Город          | Модель | Год поступления | Год снятия с эксплуатации | Количество автобусов | Бортовые номера | Примечания       |
| -------------- | ------ | --------------- | ------------------------- | -------------------- | --------------- | ---------------- |
| Карловы Вары   | 21Ab   | 2000            | 2006                      | 1                    | 362             |                  |
| Млада-Болеслав | 21Ab   | 1997—2003       | с 2007                    | 18                   | —               | имеют только ГРЗ |
| Острава        | 21Ab   | 1997            | 2008                      | 2                    | 7501-7502       |                  |
| Пльзень        | 21Ab   | 1996—2000       | 2007—2009                 | 16                   | 443-448 465-474 |                  |

Судьбы списанных автобусов сильно различаются. Прототип, работавший в Карловых Варах, был отдан после списания в Технический музей (Брно). Один младоболеславский был уничтожен пожаром, три других были проданы в Болгарию (Стара-Загора). Автобусы из Пльзени были проданы в венгерский Сегед, где их переделали в троллейбусы.

## Музейные автобусы
- Технический музей (Брно) — автобус № 362 из Карловых Вар
- Пльзень
  - № 445 является музейным автобусом предприятия-перевозчика городских линий (Plzeňské městské dopravní podniky)
  - № 471 продан компании Stenbus, где был использован как донор запчастей. В марте 2011 был передан на другое предприятие для музейного хранения
  - № 472 является музейным автобусом в компании Stenbus
  - № 474 продан в «ŠKODA-BUS klub Plzeň»
- Млада-Болеслав — в 2010 был продан частному лицу, имеет ГРЗ MBA 33-78